# Emil Magnusson

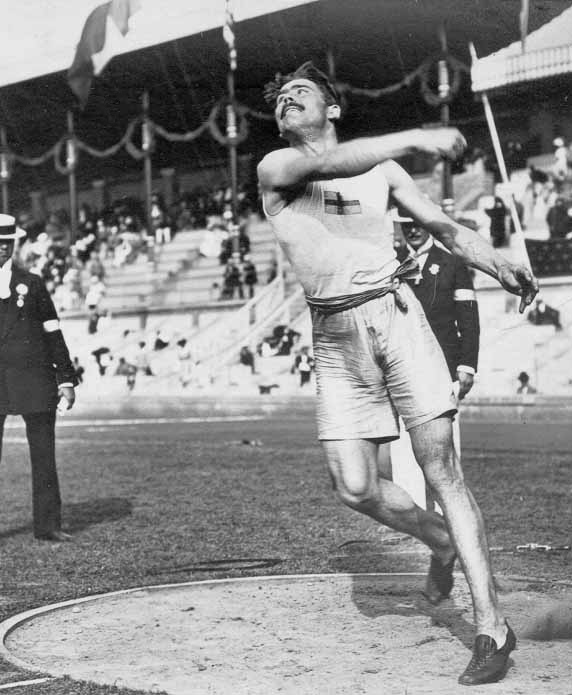
Emil Magnusson beim beidhändigen Diskuswurf-Wettbewerb der Olympischen Spiele 1912

Emil Magnusson (* 23. November 1887 in Genarp; † 26. Juli 1933 in Malmö) war ein schwedischer Diskuswerfer.
Bei den Olympischen Spielen 1912 wurde er Achter im einhändigen Diskuswurf und gewann die Bronzemedaille im beidhändigen Diskuswurf. 
1913 wurde er schwedischer Vizemeister im beidhändigen Diskuswurf. Seine persönliche Bestweite von 43,00 m stellte er am 18. August 1913 in Stockholm auf.